# Vaccinium ortizii
Vaccinium ortizii är en ljungväxtart som beskrevs av Luteyn och Pedraza. Vaccinium ortizii ingår i Blåbärssläktet, och familjen ljungväxter. Inga underarter finns listade i Catalogue of Life.